# Tempo da Paixão
O Tempo da Paixão, no calendário litúrgico católico, refere-se às últimas duas semanas da Quaresma, a começar do quinto domingo da Quaresma até o Sábado de Lázaro. Neste tempo, celebra-se o sofrimento de Cristo. A segunda semana do Tempo da Paixão é a Semana Santa, que termina com o Sábado de Aleluia.